# ماي ميات نوي
ماي ميات نوي (ولدت أن هتيت أونغ في 13 أكتوبر 1998) ممثلة، عارضة أزياء وحاملة لقب ملكة جمال بورمية. اشتهرت بكونها أول متسابقة بورمية تتويج بلقب ملكة جمال آسيا والمحيط الهادئ في عام 2014، وتم تجريدها لاحقًا بعد ثلاثة أشهر من فوزها، تحت مزاعم من منظمي مسابقة ملكة كوريا الجنوبية بأنها أظهرت «موقفًا ناكر للجميل وغير جديرة بالثقة» من خلال كونها وقحة كاذبة وسارقة. فيما ادعت ماي نوي أن المنظمين ضغطوا عليها للخضوع لجراحة تجميلية واسعة النطاق، وانتقدت سمعة المنظمة السيئة. أنها اقنعت بتقديم خدمات مرافقة لكبار رجال أعمال كوريا الجنوبية. سلمت نوي التاج، بقيمة 100000 دولار، للسلطات البورمية في ميانمار، لكنها رفضت إعادة التاج إلى كوريا الجنوبية حتى تلقت اعتذارًا رسميًا. عن هذه الأحداث عبرت قاله إنها لم تكن تنوي سرقة التاج، ولكنها لن تعيده دون «آسف»، ليس لها فحسب بل إلى بورما أيضًا.
| ماي ميات نوي | أنا لست فخورة بهذا التاج". "لا أريد تاجًا من مؤسسة تتمتع بسمعة سيئة". | ماي ميات نوي |

فضلاً عن كونها متسابقة في الموسم الرابع من آسيا نيكست توب موديل في في عام 2016.

## نشأتها
ولدت ميات نوي في 13 أكتوبر 1998، في يانغون، ميانمار. التحقت بالمدرسة الابتدائية والثانوية في سنغافورة وأنهت دراستها الثانوية في مدرسة ميانمار الدولية. تنتقل عائلتها إلى سنغافورة من يانغون حيث التحقت بمدرسة بونغول الابتدائية ومدرسة سانت نيكولاس لجماعة الطفل المقدس يسوع للبنات. عندما عادت إلى ميانمار، تنافست في أي مات سون يار، وهي مسابقة غنائية متلفزة. بعد ذلك، بدعوة من منظمة ستايل بلس إتش للمنافسة في ملكة جمال آسيا والمحيط الهادئ لعام 2014.

## الروابط الخارجية
- ماي ميات نوي على إنستغرام